# Pieni Kuivajärvi
Pieni Kuivajärvi är en sjö i kommunen Suomussalmi i landskapet Kajanaland i Finland. Sjön ligger 240,1 meter över havet. Den är 8 meter djup. Arean är 36 hektar och strandlinjen är 4,06 kilometer lång. Sjön  ingår i Uleälvens huvudavrinningsområde.   Den ligger omkring 120 kilometer öster om Kajana och omkring 560 kilometer nordöst om Helsingfors. 
Pieni Kuivajärvi ligger sydöst om Kuivajärvi. Norr om Pieni Kuivajärvi ligger Särkijärvi. 